# Industrie
O industrie este o ramură a producției materiale și a economiei naționale, care cuprinde totalitatea întreprinderilor (uzine, centrale electrice, fabrici, mine etc.) ocupate cu producția uneltelor de muncă, cu extracția materiilor prime, a materialelor și combustibililor și cu prelucrarea ulterioară a produselor obținute.

## Sensurile în care este folosit cuvântulindustrie
Industria, a devenit sectorul principal de producție al țărilor europene și nord-americane în timpul revoluției industriale, care a răsturnat vechea economie negustorească și agrar-feudală prin salturi rapide, succesive în tehnologie, așa cum au fost inventarea motorului cu aburi, războiului mecanic de țesut și cuceririle tehnice și tehnologice importante în producția la scară mare a oțelului și cărbunelui. Țările industriale au adoptat o politică economină de tip capitalist. Căile ferate și vapoarele cu aburi au început să lege piețele foarte depărtate, dând posibilitatea noilor companii private să dezvolte niveluri de volum de afaceri și bogăție nemaiîntâlnite până atunci.
În acest sens, industria se clasifică în:
- industria grea, care se ocupă cu producerea mijloacelor de producție, și
- industria ușoară, care se ocupă cu producerea mărfurilor de larg consum.

În alt sens, cuvântul industrie definește o grupare de afaceri care folosesc aceeași metodă pentru generarea profitului, cum ar fi "industria cinematografică", "industria construcțiilor de mașini", sau "industria cărnii și a produselor din carne", "industria minieră". Se referă de asemenea la anumite ramuri și o anumită zonă a producției concentrată pe fabricare, proces care implică mari investiții de capital făcute mai înainte de a se obține profituri.
În științele economice și în planificare urbană, termenul industrial este sinonimul pentru modul de folosire intensiv al terenului destinat activităților economice care implica fabricarea și producția.